# Plesiophrictus collinus
Plesiophrictus collinus é uma espécie de aranha pertencente à família Theraphosidae (tarântulas).